# OK Crvena Zvezda
O Odbojkaški Klub Crvena Zvezda, mais conhecido também como Crvena Zvezda Belgrade, ou em português Estrela Vermelha de Belgrado, é um time de voleibol masculino sérvio fundado no ano de 1945, na cidade de Belgrado, Sérvia. Atualmente o clube disputa a Superliga Sérvia, a primeira divisão do campeonato sérvio.

## Histórico
O Odbojkaški Klub Crvena Zvezda foi fundado em 1945 como uma seção de voleibol masculino do Clube Esportivo Estrela Vermelha (em sérvio:  Sportsko Društvo Crvena zvezda), sendo um dos oito clubes fundadores desta agremiação.
Nos primeiros anos de existência, os jogadores de voleibol e basquetebol do Crvena Zvezda tinham as mesmas instalações e campos desportivos em Kalemegdan e tinham quase as mesmas pessoas na gestão. A primeira partida oficial foi disputada em 1945 contra o Spartak Subotica, e é interessante que o time não conseguiu se reunir na véspera do jogo, ou seja, faltaram dois jogadores, por isso Ljubiša Sekulić, que era secretário do clube, e Severin Bjelić, conhecido como nadador, jogador de futebol e jogador de pólo aquático, se apresentaram para disputar a partida. No ano seguinte, em 1946, foi realizado o primeiro campeonato de clubes da Jugoslávia, e após a fusão com Student e a chegada de Bata Mirković e Vojë Milanović em 1947, iniciou-se o fortalecimento da seção de voleibol. No ano seguinte, no campeonato nacional, a equipe conquistou o terceiro lugar.
Embora em 1950 se falasse em abolir a seção de voleibol do clube desportivo, felizmente isso não aconteceu, e no ano seguinte o Red Star conquistou o título nacional pela primeira vez. O torneio de qualificação em Belgrado não inspirou muito otimismo, a equipe avançou graças a um melhor quociente de set para o torneio final onde jogou cada vez melhor, e no último jogo contra o Železničar precisava de uma vitória máxima para o primeiro triunfo. A vitória por 3 a 0 foi alcançada, então, embora ninguém esperasse, assim como os jogadores de futebol, o Estrela Vermelha sagrou-se campeão da Jugoslávia em 1951.
A primeira Copa da Jugoslávia foi conquistada em 1960 e, depois disso, sucessos mais significativos foram esperados por mais de uma década. A Estrela Vermelha chegou ao seu quinto título do campeonato jugoslavo na temporada 1973–74, com uma equipe composta por: Bakarec, Boričić, Bošnjak, Šurlan, Žeželj, Gašić, Matijašević, Lozančić, Simić, Jovanović e Sretenović, comandados pelo técnico Ljubomir Stojić. Esta equipe também conquistou três copas nacionais (1972, 1973 e 1975). Em 1975, a seleção jugoslava conquistou o terceiro lugar no Campeonato Europeu de Belgrado (o maior sucesso da RSF Jugoslávia), e até cinco jogadores do Zvezda participaram: Živojin Vračarić, Aleksandar Boričić, Nikola Matijašević, Vladimir Bošnjak e Slobodan Lozančić.
De 1975 a 1978, uma crise geral atingiu o clube, culminando no rebaixamente da equipe para a segunda divisão nacional. Em 1978, um novo quadro profissional foi formado, e o objetivo principal passou a ser o retorno à elite. Apesar disso, o período seguinte é lembrado como o pior da história do clube, os jogadores foram alternadamente rebaixados e voltaram à primeira divisão, chegando a passar três anos, de 1981 a 1984, na competição da segunda divisão. Porém, na temporada 1985–86, com a chegada dos jogadores das selecções nacionais, Miodrag Mitić e Nenad Đorđević, o Zvezda reforçou o seu elenco, e depois, "administrativamente", a equipe terminou mais uma vez num escalão inferior. A temporada 1988–89 marca um retorno definitivo ao cenário da primeira liga, e o time lá permanece até hoje, e aos poucos começa a subir novamente.
Orientado por Dejan Brđović, o Crvena Zvezda começa a voltar a ocupar um lugar significativo no campeonato jugoslavo. A quinta taça foi conquistada em 1991, a primeira após 16 anos, e o sucesso se repetiu dois anos depois. Os bons resultados a nível nacional permitiram ao clube disputar as taças europeias, onde participa com sucesso misto, sem no entanto se qualificar para as fases finais. Na temporada 2002–03 vem a conquista do último campeonato iugoslavo.
Após a divisão entre Sérvia e Montenegro em 2006, o Red Star ingressou na nova Superliga Sérvia, que venceu pela primeira vez na temporada 2007–08. Na temporada seguinte conquistou a primeira Copa da Sérvia de sua história.
Depois de vencer a Copa da Sérvia em 2010–11, o clube conquistou cinco Supercopas da Sérvia, cinco títulos da liga e três Copas da Sérvia desde a temporada 2011–12.
Na temporada 2018–19, os rubro-negros conquistaram seu sexto título da Copa da Sérvia em cima do Radnički Kragujevac, em uma partida com duração de 82 minutos. Pelo campeonato nacional, a equipe de Belgrado conquistou pela terceira vez em sua história o vice-campeonato, sendo o segundo para a equipe do Vojvodina NS Seme Novi Sad. Na disputa da terceira maior competição continental, a equipe sérvia foi superada pela equipe italiana do Vero Volley Monza, com 0–6 no placar agregado, e caiu na fase das oitavas de final da Taça Challenge.

## Títulos
Campeonato Sérvio
- Campeão: 2007–08, 2011–12, 2012–13, 2013–14, 2014–15, 2015–16
- Vice-campeão: 2009–10, 2016–17, 2018–19

 Copa da Sérvia
- Campeão: 2008–09, 2010–11, 2012–13, 2013–14, 2015–16, 2018–19
- Vice-campeão: 2017–18

 Supercopa Sérvia
- Campeão: 2011, 2012, 2013, 2014, 2016
- Vice-campeão: 2015, 2019

 Campeonato Servo-Montenegrino
- Campeão: 2002–03
- Vice-campeão: 1991–92, 1993–94, 1994–95, 1996–97, 1998–99

 Copa Servo-Montenegrina
- Campeão: 1993, 1997, 1999
- Vice-campeão: 1992, 1998, 2003

 Campeonato Jugoslavo
- Campeão: 1951, 1954, 1956, 1957, 1973–74
- Vice-campeão: 1952, 1975–76

 Copa da Jugoslávia
- Campeão: 1959–60, 1972, 1973, 1975, 1991
- Vice-campeão: 1988–89